# Carduus peisonis
Carduus peisonis là một loài thực vật có hoa trong họ Cúc. Loài này được Teyber mô tả khoa học đầu tiên năm 1908.